# Palbapang
Palbapang is een bestuurslaag in het regentschap Bantul van de provincie Jogjakarta, Indonesië. Palbapang telt 12.689 inwoners (volkstelling 2010).